# Manuel Torres Campos
Manuel Torres Campos (Barcelona, 1850 – Granada, 28 de febrero de 1918) fue un jurista, historiador y catedrático español de Derecho Internacional Público y Privado en la Universidad de Granada, y bibliotecario de la Real Academia de Jurisprudencia y Legislación.

## Biografía
Miembro de una acaudalada familia andaluza, nació circunstancialmente en Barcelona. Era el hijo primogénito de Rafael de Torres, tesorero de Hacienda procedente de la localidad granadina de Loja, y de María de los Dolores Campos Aguilar, natural de Almería; y hermano del que sería reputado geógrafo Rafael Torres Campos. 
Debido al traslado familiar a la localidad de Almería pasó gran parte de su juventud en la ciudad andaluza, donde estudió el bachillerato en el Instituto de Almería, consiguiendo sobresaliente en todas las asignaturas; nueve premios ordinarios y el extraordinario. Realizó sus estudios de Derecho Civil y Canónico en la Universidad Central de Madrid llegando a doctorarse en 1871 con la tesis “Examen sobre los diversos sistemas hipotecarios: juicio de nuestro Derecho novísimo en esta materia”.
Tras ser nombrado sustituto personal del catedrático en la asignatura Redacción de instrumentos públicos y actuaciones judiciales en 1872, fue bibliotecario de la Real Academia de Jurisprudencia y Legislación (1872-1880) y del Ateneo de Madrid.
En julio de 1886 logró la oposición a catedrático de Derecho Internacional Público y Privado de la Universidad de Granada, con sueldo de 3500, pts. anuales, donde desarrollaría su carrera académica y pedagógica, siendo representante de la tradición krausista (y de la posterior Institución Libre de Enseñanza).
Llegó a ser el director de estudios de la Sociedad Económica de Amigos del País para Granada, miembro de la  Sociedad Geográfica de Madrid y de la Sociedad de Estudios Almerienses.  Su libre pensamiento generó roces e importantes divergencias con la Iglesia católica. Durante un discurso público en 1895, fue interrumpido por el arzobispo cuando estaba hablando a favor de la igualdad de la mujer. Torres Campos renunció a seguir hablando y dimitió de la Sociedad Económica de Amigos del País.
Fue un reformista incansable para introducir la modernidad en los planes de estudios de la Universidad de Granada. Intentó que la Universidad de Granada incluyera los estudios de Ciencias Sociales previstos por el Plan García Alix de 1900 (aunque no lo consiguió). También intentó la renovación de los estudios de la Facultad de Derecho. 
Su espíritu combativo y reformista le llevó a participar en la I Asamblea Universitaria, que se celebró en Valencia en octubre de 1902, y donde presentó la ponencia “Fin y organización de las Universidades” que pretendía estimular la actividad universitaria y su proyección social. Fueron muchas sus gestiones y participación en la universidad fomentando el asociacionismo estudiantil. 
Fue miembro de la Comisión de Legislación Extranjera del Ministerio de Gracia y Justicia, y representó a España en la Conferencia de Derecho Internacional privado celebrada en La Haya. A su muerte, le heredaron sus sobrinos Leopoldo y Rafael Torres Balbás.
Escribió diversas obras de biblioteconomía relacionadas con su cargo de bibliotecario: Catálogo sistemático de las obras existentes en la Academia de Legislación y Jurisprudencia (1876); “Las bibliotecas en España”, en la Revista Contemporánea, 1877; Bibliografía española y contemporánea del Derecho y de la Política de 1800 a 1880 (1883);; Estudios de bibliografía española y extranjera del Derecho y del Notario, Nociones de Bibliografía y literatura jurídica (1883).
Al respecto de sus publicaciones, el Consejo de Instrucción Pública, que revisaba y avalaba la calidad de la producción académica escribió:

El sr. Torres Campos ha demostrado sus grandes conocimientos jurídicos, ha organizado sistemáticamente la bibliografía española, y con esto ha puesto en camino a los estudiosos para que fácilmente puedan dirigir sus pasos en el conocimiento de la verdadera ciencia del Derecho”.

Entre los premios que recibió a lo largo de su carrera, se encuentran la medalla de oro de la Exposición Universal de Barcelona de 1888 y la Gran Cruz de la Concepción de Villaviciosa, en Portugal.
Otros méritos:
- Académico de mérito, con medalla de honor, 1876? de la Academia Matritense del Notariado.
- Miembro correspondiente de la Sociedad de Legislación Comparada de París.
- Miembro de la Sociedad General de Prisiones y de la Sociedad de Historia Diplomática de París.
- Asociado del Instituto de Derecho Internacional de París en 1885. Miembro numerario en 1891.
- Socio correspondiente del Instituto de Coímbra en 1890.
- Correspondiente extranjero de la Academia Nacional de la Historia de Venezuela de 1890.
- Miembro honorario del Instituto de Historia del Derecho Romano de Catania en 1891.
- Socio correspondiente de la Academia Real de Ciencias de Lisboa en 1893.
- Miembro honorario de la Facultad de Leyes y Ciencias políticas de la Universidad de Chile en 1894.
- Medalla de honor de la Academia Matritense del Notariado.
- Premio-Cortina del Real Colegio de Abogados de Madrid, 1896,
- Diploma oficial de Instrucción Pública de la República Francesa, 1910.